# Polystichum yokohamense
Polystichum yokohamense är en träjonväxtart som beskrevs av T. Oka och Ohtani. Polystichum yokohamense ingår i släktet Polystichum och familjen Dryopteridaceae. Inga underarter finns listade.